# Philipp Gustav Passavant
Philipp Gustav Passavant (* 28. Januar 1815 in Frankfurt am Main; † 28. August 1893 in Kronberg im Taunus) war ein deutscher Arzt und Geheimer Sanitätsrat. Seine Spezialgebiete waren Augenheilkunde, Bekämpfung der Diphtherie sowie die plastische Chirurgie und Tracheotomie.

## Leben und Werk
Philipp Gustav Passavant entstammte der Frankfurter Linie der Familie Passavant. Er war der Sohn des Handelsmannes und Mitglieds der Gesetzgebenden Versammlung der Freien Stadt Frankfurt Samuel Passavant (1787–1855) und ältere Bruder von Ernst Passavant. Er besuchte die Musterschule und die Bunsensche Lehr- und Erziehungsanstalt für Knaben. Nach einem einjährigen Sprachaufenthalt in Neuchâtel begann er 1835 eine kaufmännische Lehre im väterlichen Geschäft. Er interessierte sich jedoch für Wissenschaften und studierte mit Erlaubnis seines Vaters ein Jahr an der Universität Jena Geschichte, Philosophie, Physik und Mathematik. 1836 wechselte er an die Universität Bonn zum Studium der Altphilologie. 1836/37 reiste er mit seinem Onkel Philipp Jakob Passavant durch Oberitalien.
Von 1837 bis 1841 studierte er Medizin in Berlin, wo er 1841 promoviert wurde. Bei einem Studienaufenthalt in Wien vertiefte er seine Kenntnisse in Augenheilkunde und Chirurgie. Nach seiner Rückkehr nach Frankfurt im Juli 1843 wurde er Assistenzarzt am Hospital zum heiligen Geist. Gemeinsam mit Wilhelm Stricker gründete er 1845 die Frankfurter Augenheilanstalt. 1847 gründete er eine Privatpraxis in der Neuen Mainzer Straße 24. 1848 übernahm er das Pflegamt der städtischen Anstalt für Irre und Epileptische.
Während eines Studienaufenthaltes in Paris gemeinsam mit seinem Bruder Ernst wurde er Augenzeuge der Februarrevolution 1848 und betätigte sich als ärztlicher Helfer bei den Barrikadenkämpfen. Während des Badischen Aufstandes 1849 leitete er ein Lazarett in Baden-Baden. 1850 wurde er Chirurg am Bürgerhospital in Frankfurt, wo er 1881 zum Sanitätsrat ernannt wurde.
Passavant war Mitglied im Vorstand des Physikalischen Vereins, im Ärztlichen Verein und im Mikroskopischen Verein. Er setzte sich für die Hygiene an Schulen und Krankenhäusern ein, deren Bedeutung er früh erkannte. Neben der Augenheilkunde galt sein besonderes Interesse der Therapie der Diphtherie, die in seiner Familie mehrere Opfer forderte. Er entwickelte sich zum Spezialisten für die Tracheotomie und die plastische Chirurgie von Gaumenspalten und war Autor zahlreicher wissenschaftlicher Veröffentlichungen zu diesen Themen, darüber hinaus zur Behandlung von Geschlechtskrankheiten, Blasenerkrankungen und zur Schulhygiene. Passavant war Kunstsammler und züchtete Koniferen.   
1885 zog er sich aus dem Berufsleben und allen Ehrenämtern zurück. Seinen Lebensabend verbrachte er in Kronberg, wo er seit 1861 ein Grundstück am Schloßberg besaß. 1891 wurde er Geheimer Sanitätsrat. Er starb an den Folgen einer Rippenfellentzündung, die er sich 1887 bei einer Reise nach Baden-Baden zugezogen hatte.